# Getting Away with Murder
Getting Away With Murder (с англ. — «Выхожу сухим из воды») — четвёртый студийный альбом калифорнийской рок-группы Papa Roach, вышедший в августе 2004 года на лейбле Geffen Records. Альбом представляет собой отход от предыдущих работ группы, демонстрируя альтернативный рок и хард-рок-звучание вместо ню-метала и рэп-метала. Альбом достиг 17 места в Billboard 200, в октябре 2005 года ему был присвоен платиновый статус от RIAA за тираж более 1 000 000 экземпляров.

## Об альбоме
Альбом отличается отходом от рэп-метал звучания группы, так как вокалист группы Джекоби Шэддикс заявил, что он устал от рэпа. Рабочим названием диска было Dancing In the Ashes. Позже его сменили на Getting Away With Murder. 
«Я написал её так, чтобы вы могли воспринимать её по-разному, — сказал Шэддикс о заглавной песне. — Она может быть о том, как вы делаете какую-то хрень за спиной у некоторых людей в своей жизни, и они не знают об этом, но это заставляет вас чувствовать себя дерьмом, что я и делал. Но она также может быть и о том, что происходит сейчас в политическом мире (на Ближнем Востоке), или об этих больших, огромных корпорациях, которые так коррумпированы».
Материал к альбому группа принялась писать в 2003 году. Записав около 30 новых песен, Papa Roach пригласили продюсера Говарда Бэнсона, чтобы помочь им выстроить звук и отобрать нужные песни. По окончании записи альбома группа сняла клип на сингл «Getting Away With Murder», следующим клипом стал клип на песню «Scars».

## Список композиций
| №   | Название                    | Длительность |
| --- | --------------------------- | ------------ |
| 1.  | «Blood (Empty Promises)»    | 2:55         |
| 2.  | «Not Listening»             | 3:09         |
| 3.  | «Stop Looking Start Seeing» | 3:07         |
| 4.  | «Take Me»                   | 3:26         |
| 5.  | «Getting Away with Murder»  | 3:12         |
| 6.  | «Be Free»                   | 3:17         |
| 7.  | «Done with You»             | 2:52         |
| 8.  | «Scars»                     | 3:28         |
| 9.  | «Sometimes»                 | 3:07         |
| 10. | «Blanket of Fear»           | 3:21         |
| 11. | «Tyranny of Normality»      | 2:40         |
| 12. | «Do or Die»                 | 3:25         |

| №   | Название                    | Длительность |
| --- | --------------------------- | ------------ |
| 13. | «Harder Than a Coffin Nail» | 3:28         |
| 14. | «Caught Dead»               | 3:04         |
| 15. | «Take Me» (Live)            | 3:29         |

## Участники записи
Papa Roach
- Джекоби Шэддикс — вокал
- Джерри Хортон — гитара
- Тобин Эсперанс — бас-гитара
- Дэйв Бакнер — барабаны

Дополнительные участники
- Говард Бэнсон — клавишные, программирование
- Пол Декарли — программирование

## Интересные факты
- Композиция «Getting Away with Murder» вошла в саундтрек компьютерных игр MechAssault 2: Lone Wolf, MX vs. ATV Unleashed и Gran Turismo 4, а также звучит в финальных титрах фильма «Хроники Риддика».
- Композиция «Not Listening» вошла в саундтрек компьютерных игр FlatOut 2 и Gran Turismo 4.

## Позиции в чартах
| Чарт (2004)                       | Позиция |
| --------------------------------- | ------- |
| Australian Albums (ARIA)          | 82      |
| Австрия (Ö3 Austria)              | 8       |
| Бельгия/Фландрия (Ultratop)       | 14      |
| Бельгия/Валлония (Ultratop)       | 50      |
| Нидерланды (Album Top 100)        | 38      |
| Франция (SNEP)                    | 64      |
| Германия (Offizielle Top 100)     | 8       |
| Irish Albums (IRMA)               | 32      |
| Japanese Albums (Oricon)          | 84      |
| Шотландия (Scottish Albums Chart) | 28      |
| Швеция (Sverigetopplistan)        | 21      |
| Швейцария (Schweizer Hitparade)   | 13      |
| Великобритания (UK Albums Chart)  | 30      |
| США (Billboard 200)               | 17      |

| Чарт (2005)      | Позиция |
| ---------------- | ------- |
| US Billboard 200 | 77      |